# Meadow (Texas)
Meadow is een plaats (town) in de Amerikaanse staat Texas, en valt bestuurlijk gezien onder Terry County.

## Demografie
Bij de volkstelling in 2000 werd het aantal inwoners vastgesteld op 658.
In 2006 is het aantal inwoners door het United States Census Bureau geschat op 629, een daling van 29 (-4,4%).

## Geografie
Volgens het United States Census Bureau beslaat de plaats een oppervlakte van
4,1 km², geheel bestaande uit land. Meadow ligt op ongeveer 1016 m boven zeeniveau.

## Geboren
- Sonny Curtis (1937), musicus in de band van Buddy Holly, zanger van The Crickets en songwriter

## Plaatsen in de nabije omgeving
De onderstaande figuur toont nabijgelegen plaatsen in een straal van 28 km rond Meadow.